# Pokot (Ethnie)
Die Pokot oder Pökoot sind eine Ethnie, die  in den Bezirken (Counties) Baringo, Nakuru, Nyandarua, Turkana und West Pokot nordöstlich der Stadt Nakuru in Kenia und in den Bezirken Amudat und Nakapiripirit in Uganda leben. Diese Gebiete liegen zwischen dem Viktoriasee und dem Turkanasee.
Bei der letzten Volkszählung in Kenia im Jahr 2009 bekannten sich 632.557 Menschen zu den Pokot. In Uganda gehörten bei der letzten Volkszählung von 2014 104.880 Personen zu den Pokot. Somit zählt dieses Volk heute mehr als 800.000 Angehörige.

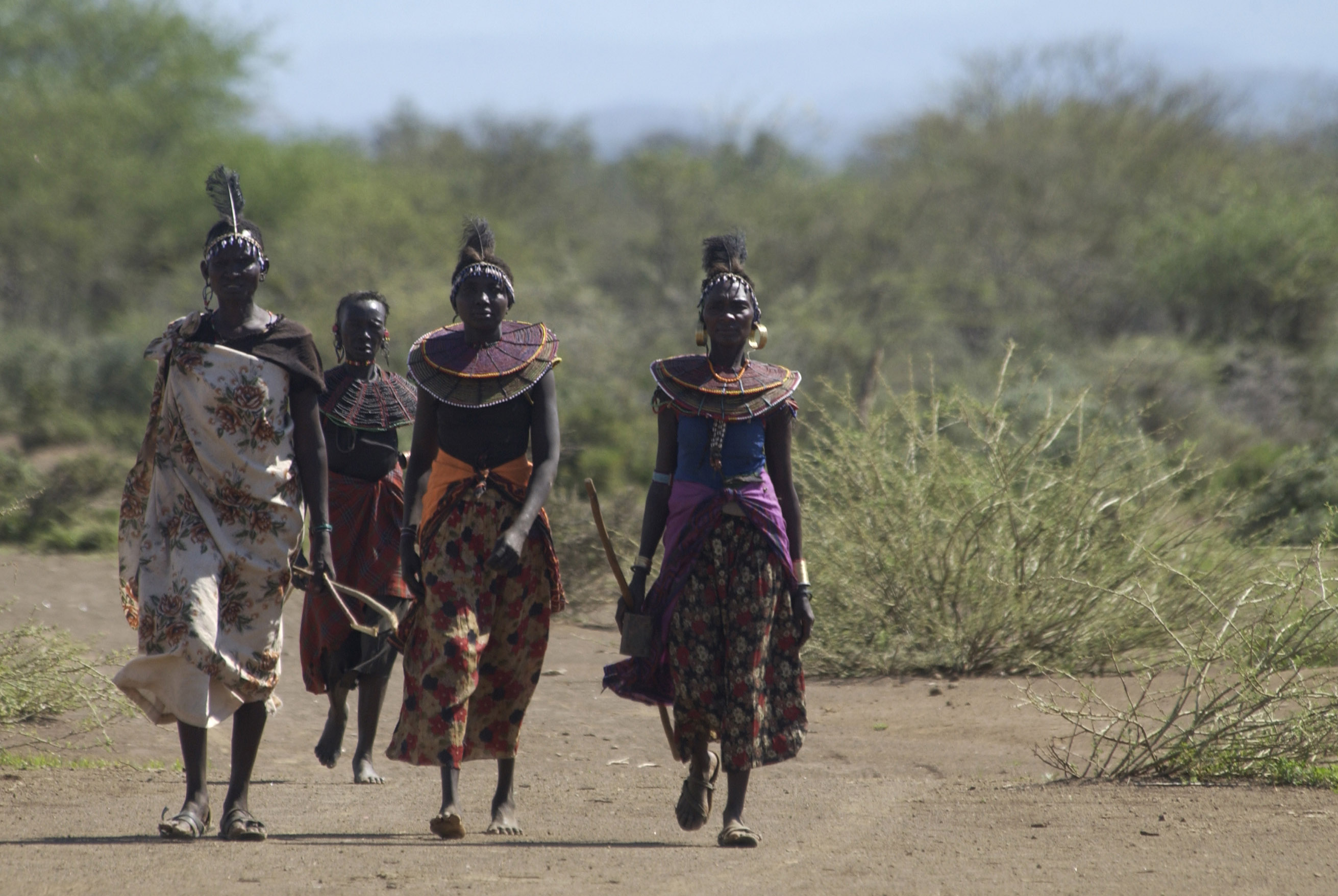
Pokot-Frauen auf dem Weg zu einem Treffen

## Lebensweise
Ein Teil der Ethnie sind sesshafte Bauern. Im Baringo-County in Kenia sind die Pokot teils Bauern, teils Halbnomaden mit Viehhaltung (Rinder, Schafe und Ziegen). Männliche Pokot haben teilweise noch mehrere Ehefrauen. Jede dieser Frauen lebt mit ihren Kindern in einer eigenen Hütte.

## Religion
In Uganda sind die Pokot laut Joshuaproject zur Hälfte nominell Christen – meist Katholiken und Anglikaner sowie Anhänger anderer christlichen Glaubensgemeinschaften. Doch praktizieren viele Christen weiterhin auch die traditionelle Religion.
In Kenia ist laut Joshuaproject  eine knappe Mehrheit der Pokot Anhänger der traditionellen Religion. Auch hier praktiziert ein Teil der getauften Christen beide Religionen. Im Gegensatz zu Uganda sind nur etwa 10 % der christlichen Pokot Katholiken. Rund 40 % sind Anglikaner und je 20 % gehören bibelgläubigen Gruppen und protestantischen Glaubensgemeinschaften an.
Die Pokot sind ein Teil der Kalendjin und sprechen Pökoot, eine südnilotische Sprache.